# Grotewiese

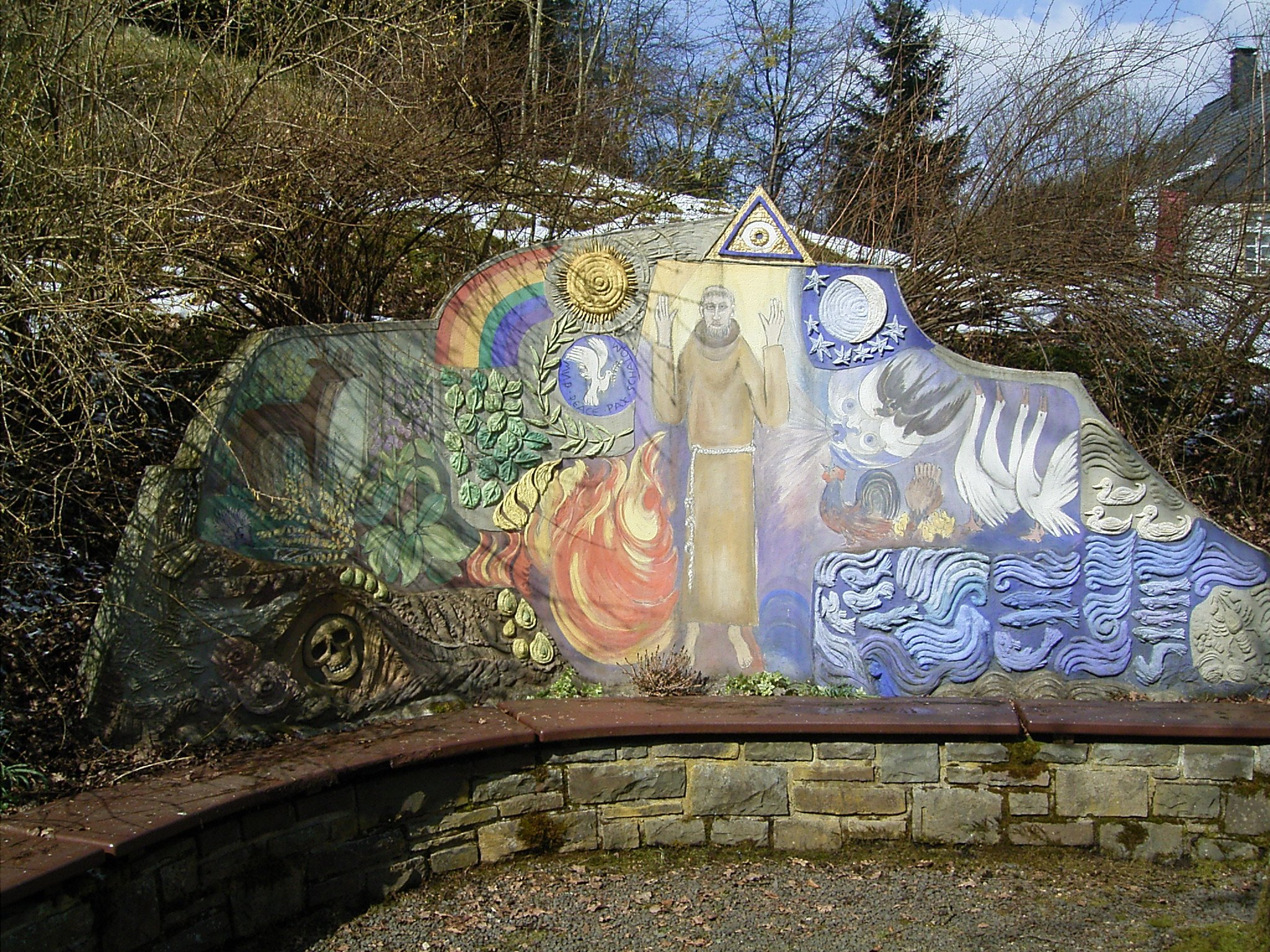
Die Franziskuswand

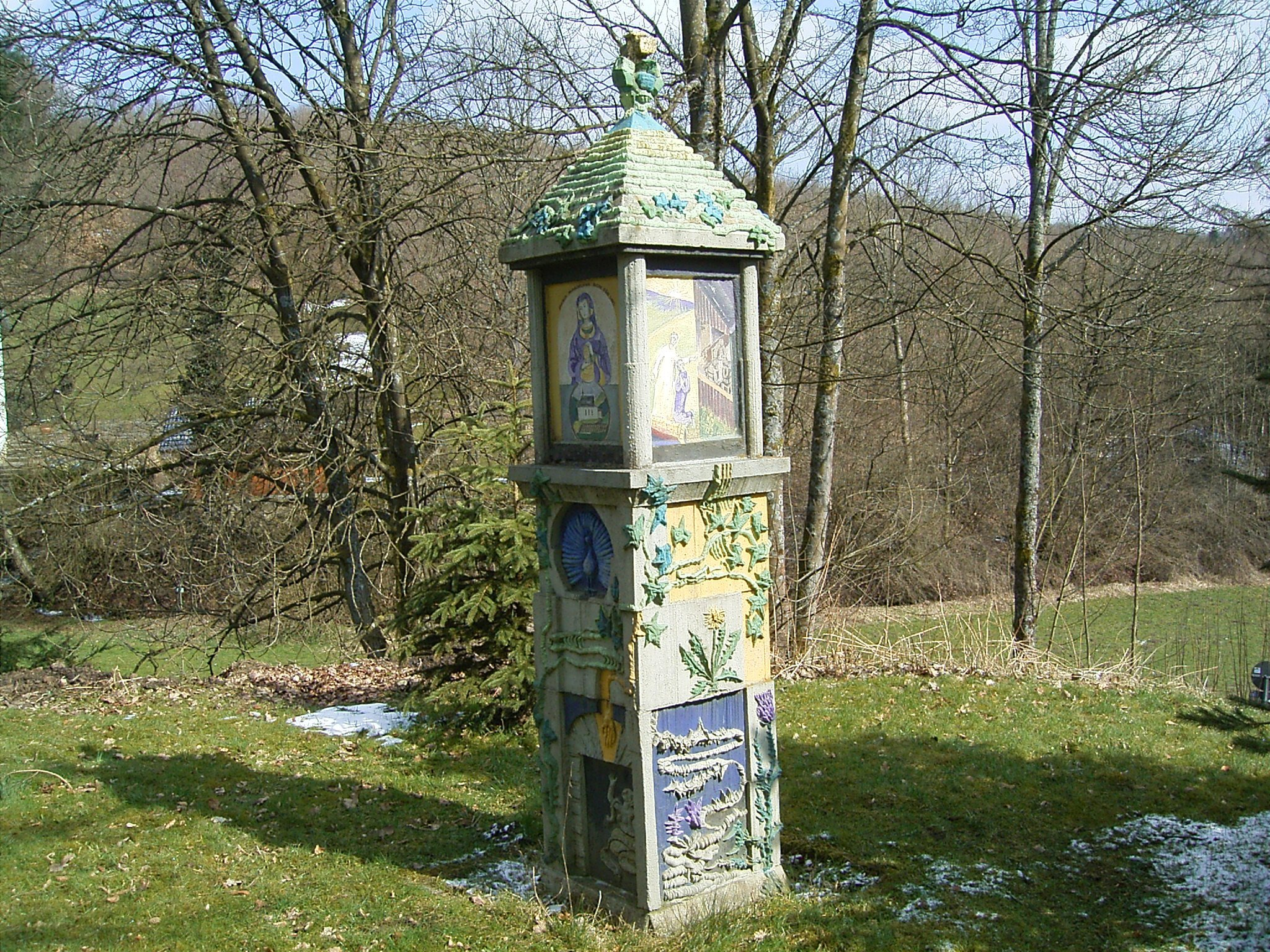
Der Magdalenenbildstock

Grotewiese ist ein Ortsteil von Valbert und damit ein Stadtteil von Meinerzhagen in Nordrhein-Westfalen. Der Ort liegt an der Ihne  und befindet sich im Westen des Sauerlands; er gehört zum Märkischen Kreis. In Grotewiese steht die St.-Maria-Magdalena-Kirche, sie ist ein Anziehungspunkt für Pilger.

## Die Wallfahrtsstätte
Wenn Grotewiese auch kein anerkannter Wallfahrtsort ist, hat dieser Ort doch ein religiöses und künstlerisches Ansehen, welches das Bistum Essen zum Erhalt veranlasst hat. Viele Bilder und Symbole haben diesen Ort zu einer Wallfahrtsstätte werden lassen und die 1863 erbaute Magdalenenkirche (Entwurf vermutlich von Arnold Güldenpfennig) ist eine beliebte Hochzeitskirche. Die Kirche ist von einem reizvollen Garten und parkähnlichen Wiesen umgeben. Im Ort gibt es mehrere denkmalgeschützte Gebäude und Einrichtungen, die sich der Ruhe suchende Pilger gern betrachtet. Hierzu gehören neben der Kirche insbesondere:
- Das Pfarrhaus mit den Ostergemälden,
- die „Pinakothek der Gnade“, Wandbilder am Eingangsportal der Kirche,
- der Magdalenenbildstock an der Ostseite des Pfarrgeländes,
- die Franziskuswand zwischen Pfarrhaus und Kirche,
- der Jakobusbrunnen (am Jakobsweg)
- die Martinskapelle oberhalb des Friedhofs und
- das Estenbergkreuz.

## Gedenkstein Heidenstraße
Die Heidenstraße ist eine alte Fernhandelsstraße, die in Leipzig begann, über Kassel und das kurkölnische Sauerland nach Attendorn führte, und über Valbert, Meinerzhagen und Wipperfürth weiter nach Köln. Über diese Straße kamen im 8. Jahrhundert die Missionare, um die heidnischen Sachsen zu christianisieren. Im Mittelalter gesellten sich auch Jakobuspilger von Osteuropa und Ostdeutschland auf ihrem Weg nach Köln, Trier und Aachen, von wo aus sie in den Nordwesten Spaniens zum Grab des Apostels Jakobus weiterziehen konnten.
Am 5. Mai 2007 wurde auf dem Hof oberhalb der Kapelle Grotewiese ein neuer Gedenkstein aufgestellt und geweiht. Es ist der 13. Grenzstein auf der Heidenstraße, und er steht genau auf der Kreisgrenze vom Kreis Olpe sowie dem Märkischen Kreis. Eine große Bronzeplatte zeigt den Verlauf der Heidenstraße von Leipzig bis Grotewiese, die beiden Kreiswappen und trägt folgende Inschrift:

„Heidenstraße, jahrhundertealter Heer- und Handelsweg von Leipzig nach Köln. Im Mittelalter auch Pilgerweg nach Santiago de Compostela in Spanien. Handelsleute und Jakobuspilger überquerten hier die Grenze zwischen dem kurkölnischen Herzogtum Westfalen und der Grafschaft Mark, die heute noch als Kreisgrenze zwischen dem Kreis Olpe und dem Märkischen Kreis weiterlebt. Die Flurbezeichnung Schlagbaums Wiese für ein anliegendes Grundstück weist auf den historischen Zusammenhang hin.“